# كأس ألمانيا 2017–18
كأس ألمانيا 2017–18 (بالألمانية: DFB-Pokal 2017/18)‏ هو الموسم 75 من  كأس ألمانيا. أقيم خلال الفترة 11 أغسطس 2017 وحتى 19 مايو 2018، والذي يشرف على تنظيمه اتحاد ألمانيا لكرة القدم، وكان عدد الأندية المشاركة فيه  64، وفاز فيه آينتراخت فرانكفورت.